# ČZ 350 typ 472
ČZ 350 typ 472 je český dvoudobý, vzduchem chlazený dvouválcový motocykl o objemu 343,47 cm³. Motor byl vybaven čtyřrychlostní převodovkou s nožním řazením. Motocykl byl vyráběný od roku 1976 v České zbrojovce ve Strakonicích na vývoz do Polska a Maďarska a zejména zemí bývalého SSSR.
Do USA se vyvážela varianta v zelené barvě s odděleným mazáním motoru a duralovými ráfky.
V Československu se neprodával, ačkoliv je mnohdy považován za to nejlepší, co se v 80. letech 20. století v tehdejším Československu vyrábělo. Stejně jako legendární Jawa 350/634 (přezdívaná Konopnice) byl osazen motorem ČZM n.p. Strakonice Typ 634. Na rozdíl od Jawy 350/634 byl ČZ 350 typ 472 laděn spíše sportovně a nebyl z výroby přizpůsoben (na rozdíl od Jawy) k zavěšení postranního vozíku.

## Typy
Jednotlivé typy procházely průběžně častými úpravami, které se navíc lišily podle toho, do které země byl vývoz určen. Variabilita motocyklů tak byla u každého i v jednom roce vyrobeného typu na tehdejší poměry značná.
- ČZ 350/472.0 (od roku 1976)
- ČZ 350/472.3 (od roku 1977) – do zemí bývalého SSSR vyvážen v oranžové barvě s černými linkami
- ČZ 350/472.4 (od roku 1978) – nový světlomet průměru 160 mm, jiná páka zadní brzdy, větší hrdlo nádrže, některé nově v tmavočerveném laku
- ČZ 350/472.5 (od roku 1982) – Větší nádrž na 18 litrů, větší dvousedlo, zesílení přední vidlice s úpravou předního blatníku a nově montáž padacích rámů. Lak černý, oranžový, tmavočervený nebo ojediněle tmavočervený vínový bez polepů.
- ČZ 350/472.6 (od roku 1986 až 1993) – Alternátor 150 W místo dynama, palubní napětí zvýšeno na + 12 V, zadní vidlice vyráběna z hliníkového odlitku a na přístrojový panel přibyl otáčkoměr.